# Mathieu-Augustin Cornet
Pour les articles homonymes, voir Cornet.
Mathieu-Augustin, comte Cornet, né à Nantes (province de Bretagne) le 19 avril 1750, mort à Paris le 1er mai 1832, est un homme politique français des XVIIIe et XIXe siècles.

## Biographie
Né dans une famille de marchands, fils de Nicolas Cornet, négociant, et de Jeanne Cosson, Mathieu-Augustin Cornet devient négociant et receveur des fouages de l'évêché de Nantes en 1785 et échevin de la ville, puis se prononça en 1789, dans les assemblées bailliagères, eu faveur de l'égalité des droits et des charges publiques.
Partisan modéré de la Révolution, il se fait élire au directoire du département en 1790. Après sa démission en 1791, il se rendit à Beaugency, où il fit tous ses efforts pour adoucir les souffrances des 132 Nantais que Carrier envoyait au tribunal révolutionnaire vers la fin de décembre 1793. Il est arrêté et envoyé à la prison du Plessis à Paris, en 1794.

### Directoire
Libéré après le procès des Nantais et la journée du 9 Thermidor, il rentre à Beaugency en qualité de commissaire du Directoire.
En 22 germinal an VI, il est élu « député » du Loiret au Conseil des Anciens (chambre haute), où il s'oppose à la loi des otages et obtient la fermeture du club du Manège.
Cornet se fit remarquer dans cette assemblée par quelques opinions opposées au parti républicain. C'est ainsi qu'il s'éleva avec véhémence contre le projet de loi relatif aux fêtes décadaires, qu'il s'opposa à la loi des otages et qu'il fit décréter l'interdiction de toute réunion politique dans les lieux qui formaient l'enceinte extérieure du conseil. Il contribua ensuite à la clôture des assemblées du Manège, combattit la proposition de faire juger les émigrés naufragés à Calais, et justifia le général Lefèvre, devenu depuis maréchal de France, des imputations de ses ennemis.
Cornet prit une part active à toutes les discussions qui eurent pour objet le régime hypothécaire, le remboursement des domaines congéables, l'établissement d'une cour martiale maritime, les acquéreurs des domaines nationaux, la taxe des portes et fenêtres, les prises maritimes, l'impôt sur le sel et la résolution concernant la garde du Corps législatif.
Le 18 août 1799, il reçut les honneurs de la présidence. Le 4 septembre de la même année, il prononça un discours assez réservé, à l'occasion de l'anniversaire du coup d'État du 18 fructidor an V. Le 12, Cornet fit l'éloge du général Joubert, et combattit, le 23, avec la plus grande énergie, le projet de loi portant peine de mort contre quiconque proposerait ou signerait des traités tendant à modifier la constitution de l'an III ou à altérer l'intégrité du Directoire.

### 18 Brumaire
Mais ce fut principalement à l'approche coup d'État du 18 brumaire que Cornet se signala dans la lutte des partis. La société, les deux conseils étaient en proie à l'anarchie. Un gouvernement faible, le trésor épuisé, la stagnation du commerce, tout semblait présager une crise fatale à la France. Frappés de l'imminence du péril, plusieurs membres du Corps législatif se réunirent, se concertèrent, et le résultat de leurs délibérations fut de s'adresser immédiatement au Directoire, afin de le prier de se joindre à eux pour comprimer les efforts des anarchistes.
Le général Bonaparte étant arrivé sur ces entrefaites de l'armée d'Orient, offrit son bras à la majorité des conseils pour consommer l'œuvre du salut de l'État.

Cornet, qui était membre de la commission des inspecteurs du conseil des Anciens, fut chargé de justifier la translation du Corps législatif à Saint-Cloud. Dans la nuit du 17, des lettres de convocation sont envoyées aux membres du Conseil des Anciens dont on est sûr. Présidant cette assemblée, le lendemain, Cornet affirme : 

« Si des mesures ne sont pas prises, la patrie est consumée, la République aura existé, et son squelette sera entre les mains des vautours qui s'en disputeront les membres décharnés. »

Le 18, à l'ouverture de la séance, il occupa le fauteuil du président, et remplit avec adresse et énergie la mission qu'il avait reçue.
Membre de la Commission intermédiaire qui remplace le Conseil des Anciens, le 19, il participe à la rédaction de la constitution de l'an VIII et est envoyé en mission dans l'Ouest.

### ConsulatetEmpire
Le premier Consul n'oublia point les services éminents que Cornet lui avait rendus dans cette journée. Il le chargea d'abord d'une mission de paix dans les départements insurgés de l'Ouest, le nomma sénateur le 3 nivôse an VIII, membre de la Légion d'honneur le 9 vendémiaire an XII, puis commandant de l'Ordre le 25 prairial suivant, secrétaire du Sénat, comte de l'Empire le 26 avril 1808 et grand officier de la Légion d'honneur le 30 juin 1811.
Il devait obtenir la sénatorerie de Florence en 1809, mais l'Empereur le refuse, après que Cornet s'est exprimé en faveur du général Moreau. Selon certains, ce refus serait à l'origine de son adhésion à la déchéance de Napoléon en 1814.
Le 1er avril 1814, le comte Cornet donna son adhésion à l'acte du Sénat qui prononçait la déchéance de Napoléon.

### RestaurationetMonarchie de Juillet
Nommé pair de France le 4 juin 1814, il se tient ensuite à l'écart de la vie publique pendant les Cent-Jours en faisant l'acquisition, à la fin de l'année 1814, de la maison du Grand-Courant à La Chapelle-Saint-Mesmin près d'Orléans.
Il reprend son siège à la Chambre des pairs pendant la Seconde Restauration.
Partisan de la mort pendant le procès du maréchal Ney, il se voit confirmer dans son titre de comte par Louis XVIII le 31 août 1817.
Il tente d'obtenir la transmission de sa pairie en faveur de son petit-neveu, M. Le Riche de Cheveigné, lorsque éclatent les Trois Glorieuses. Ayant prêté serment à Louis-Philippe Ier, il siège à la Chambre des pairs jusqu'à sa mort.
Il est mort à Paris, lors de l'épidémie de choléra, le 4 mai 1832, à l'âge de quatre-vingt-deux ans.

## Titres
- Comte Cornet et de l'Empire (lettres patentes du 26 avril 1808, Bayonne[4]) ;
- Pair de France[5] :
  - Pair « à vie » par l'ordonnance du 4 juin 1814 ;
  - Comte-pair héréditaire (31 août 1817, lettres patentes du 20 décembre 1817) ;

## Distinctions
- Légion d'honneur[6] : 
  - Légionnaire (9 vendémiaire an XII : 2 octobre 1803), puis,
  - Commandant (25 prairial an XII : 14 juin 1804), puis,
  - Grand officier de la Légion d'honneur (30 juin 1811).

## Armoiries
| Figure | Blasonnement |
|        | Armes du comte Cornet de l'Empire D'azur, aux trois petits cors d'or, deux et un, quartier du Sénat bordé d'argent. - Livrées : jaune, blanc et bleu. |
|        | Armes du comte Cornet, pair héréditaire D'azur, à trois cornets enguichés d'or, 2 et 1., Armes parlantes (Cor (musique) / cornets ⇒Cornet ).          |